# Green Rev Institute
Green REV Institute – fundacja i organizacja pożytku publicznego. Założona w 2014 roku przez dr. Sylwię Spurek i dr Marcina Anaszewicza. Green REV Institute to pierwszy polski wegański think-tank, realizujący projekty rzecznicze, strażnicze i kampanie społeczne związane z transformacją systemu żywności, prawami człowieka i prawami zwierząt.

## Fundacja

### Misja
Green REV Institute dąży do tworzenia i promowania świata opartego na poszanowaniu praw człowieka, dobrostanu zwierząt oraz ochrony klimatu. Organizacja zwraca uwagę na transformację współczesnego rolnictwa, które z tradycyjnych metod stało się przemysłem o znaczącym wpływie na zdrowie ludzi, zmiany klimatyczne oraz traktowanie zwierząt.

### Władze i rada ekspercka
W skład Zarządu wchodzą Marcin Anaszewicz, Anna Spurek i Daria (Morgan) Janowicz. W skład Rady Założycieli wchodzi Sylwia Spurek, Marcin Anaszewicz i Anna Spurek.
W skład Rady Eksperckiej Green REV Institute wchodzą prof. Andrzej Elżanowski, prof. Joanna Hańderek, dr hab. Piotr Krajewski, prof. Marcin Urbaniak, prof. Piotr Skubała, dr n. med. Joanna Kowalczyk-Bednarczyk, dr n. med. Tomasz Jeżewski, dr Marzena Cypryańska-Nezlek, dr Miłosława (Miłka) Stępień, dr Robert Maślak, Karolina Skowron-Baka, Małgorzata Szadkowska, Aga Maciejowska, mec. Karolina Kuszlewicz, Dariusz Gzyra oraz Iwona Kibil.

### Udział REV w organizacjach polskich i międzynarodowych
- Program Środowiskowy Organizacji Narodów Zjednoczonych UNEP[3],
- Europejska Agencja ds. Bezpieczeństwa Żywności[4],
- EU Platform on Animal Welfare[5],
- Eurogroup for Animals[6],
- TAPP Coalition[7],
- 50by40[8],
- Aquatic Animal Alliance[2],
- PlantEurope Network[9],
- European Vegetarian Union[10],
- Buy Better Food[11],
- European Climate Pact[12].

Green REV Institute jest także częścią Ogólnopolskiej Federacji Organizacji Pozarządowych, a Daria (Morgan) Janowicz reprezentuje Green REV Institute w Radzie Działalności Pożytku Publicznego VIII kadencji.

## Projekty

### Programy Green REV Institute

#### Koalicja Future Food 4 Climate

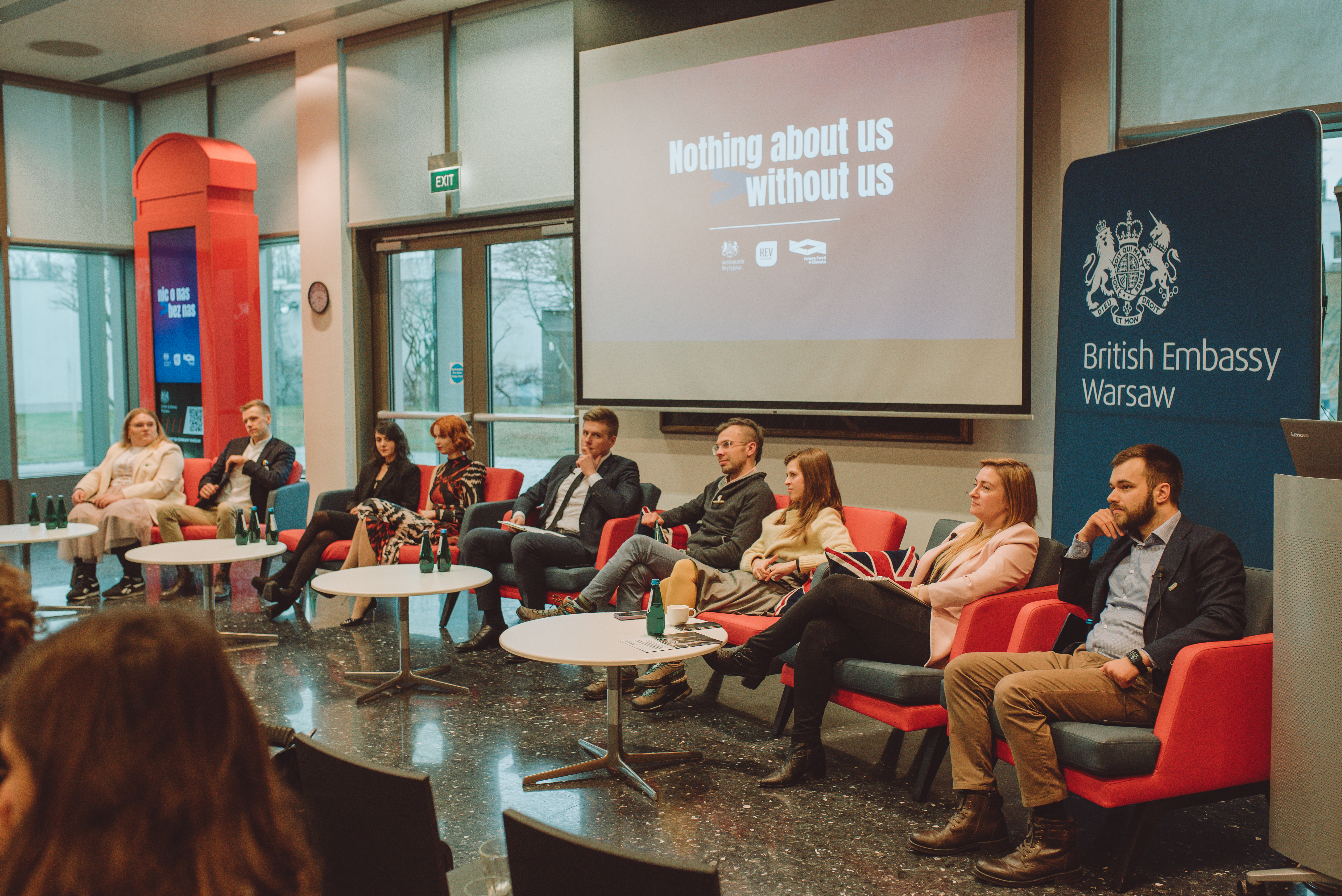
Wydarzenie Green REV Institute "Nothing about us without us" zorganizowane w ambasadzie Zjednoczonego Królestwa Wielkiej Brytanii i Irlandii Północnej w Warszawie w 2023 r.

Future Food 4 Climate jest zainicjowaną w 2021 roku i koordynowaną przez Green REV Institute koalicją społeczeństwa obywatelskiego, grup nieformalnych, fundacji, stowarzyszeń i kolektywów, które angażują się w działania rzecznicze i strażnicze na rzecz transformacji systemu żywności. Koalicję tworzy 105 organizacji społeczeństwa obywatelskiego z Polski, Ukrainy, Niemiec i Stanów Zjednoczonych. Hasłem przewodnim Koalicji jest "Europejski Zielony Ład Going Local". 
W ramach podejmowanych działań i inicjatyw Koalicja była zaangażowana m.in. w opracowanie rekomendacji dla Ministerstwa Edukacji Narodowej ws. edukacji klimatycznej oraz edukacji zdrowotnej, czy opracowanie wystąpienia do Ministerstwa Klimatu i Środowiska ws. Rozporządzenia ws. odbudowy zasobów przyrodniczych (Nature Restoration Law). Koalicja jest także zaangażowana w konsultacje prowadzone na poziomie Komisji Europejskiej, m.in. w zakresie redukcji krajowych emisji, programu działań Unii w dziedzinie zdrowia na lata 2021–2027, ochrony osób konsumenckich, celów klimatycznych na rok 2024, czy pracy przymusowej.

#### Program Roślinna Szkoła
Stworzony przez Green REV Institute program Roślinna Szkoła stawia sobie za cel włączenie celów w zakresie bezpieczeństwa żywnościowego do strategii rozwoju miast. Program został wsparty m.in. przez byłą zastępczynie RPO i posłankę do PE 2019-2024 dr. Sylwię Spurek, posła do PE Roberta Biedronia, posła do PE Krzysztofa Śmiszka, posłankę do PE Joannę Scheuring-Wielgus, podsekretarza Stanu w Ministerstwie Klimatu i Środowiska Mikołaja Dorożałę, podsekretarza stanu w Ministerstwie Edukacji Narodowej Paulinę Piechnę-Więckiewicz, marszałkinię Magdalenę Biejat, posła Macieja Koniecznego, czy radnego Łukasza Gibałę.

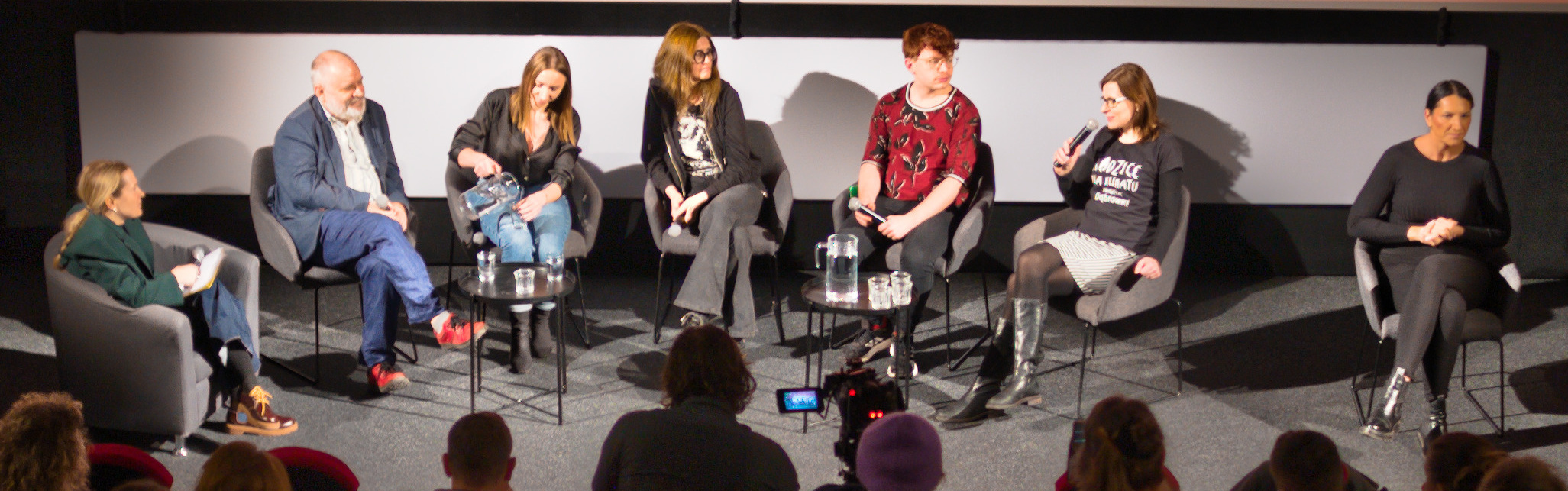
Projekcja i panel dyskusyjny “Katastrofa na Talerzu” we Wrocławiu w 2024 r.

#### Program filmowy REV
Program Filmowy Green REV Institute ma na celu przedstawienie istotnych historii dotyczących systemu żywności i jego wpływu na prawa człowieka, prawa zwierząt, klimat i bioróżnorodność. Reportaże produkcji Green REV Institute:
- Wegańska Warszawa [2022],
- Posłuchaj Wegańskich Biznesów [2023],
- Katastrofa na Talerzu [2024].

Film "Wegańska Warszawa" otrzymał nominację w kategorii "Najlepszy Reportaż" na 5. BNP Paribas Green Film Festival. "Posłuchaj Wegańskich Biznesów" otrzymał nominację w kategorii "Najlepszy Film Dokumentalny", a "Katastrofa na Talerzu" otrzymał nagrodę w kategorii "Najlepszy Film Dokumentalny Krótkometrażowy" na tym samym festiwalu w kolejnych edycjach festiwalu.

#### European Vegan Summit
European Vegan Summit to pierwszy ogólnoeuropejski szczyt wegański, gromadzący osoby ze środowiska polityki, aktywizmu, biznesu i nauki z całego świata. Szczyt odgrywa kluczową rolę w promowaniu globalnej transformacji systemu żywnościowego, podkreślając znaczenie integracyjnych i zrównoważonych praktyk ponad granicami państw. Jest to wydarzenie edukacyjne i networkingowe. Od pierwszej edycji, która odbyła się w 2022 roku (15-18 września 2022 r.), wydarzenie to corocznie przyciąga tysiące uczestników i uczestniczki ze wszystkich kontynentów, angażując ich w proces zmiany, innowacji i budowania przyszłości. Kolejna edycja miała miejsce 19-21 września 2023 r., a następna 17-19 września 2024 r.

#### Green Advocacy Academy
Green Advocacy Academy wspiera osoby w wieku 16-35 lat i wzmacnia ich głos w debacie na temat systemu żywnościowego. Poprzez inicjatywy edukacyjne program wyposaża osoby młode w wiedzę, umiejętności i platformę do promowania zrównoważonego systemu żywnościowego. Z ponad 100 absolwentami Green Advocacy Academy, program z powodzeniem przeprowadził warsztaty online, debaty w Parlamencie Europejskim i międzynarodowe spotkania z decydentami i politykami, aktywistami i liderami społecznymi. Pomiędzy 2023 i 2024 rokiem Green REV Institute przeprowadził 3 edycje Green Advocacy Academy z udziałem 4 różnych partnerów. W ramach wszystkich edycji zaangażowano ponad 120 osób w wieku 14-35 lat z całej Polski. Jednocześnie w GAA wzięło udział ponad 35 globalnych liderów i liderek.

### Inne projekty
W 2022 roku Green REV Institute założył nowy think-tank European Fem Institute prowadzący badania i działania rzecznicze w obszarze systemowego przeciwdziałania przemocy wobec kobiet.

## Publikacje

### 2024
1. Roślinne Posiłki – Program Roślinna Szkoła[27],
2. Bezpieczne i Sprawiedliwe – Plant Based Treaty (wersja polska)[28].

### 2023
1. Rekomendacje dot. Zrównoważonego Systemu Żywnościowego[29],
2. Meat us half way – sieci handlowe a emisje[30],
3. Plant Powered Politics (we współpracy z Portuguese Vegetarian Association)[31].

### 2022
1. Jak komunikować idee Europejskiego Ładu w czasach konfliktów[32],
2. Raport – Negocjacje Klimatyczne[33],
3. Raport nt. Zrównoważonej Konsumpcji – European Climate Pact[34],
4. Badanie dostępności wegańskich posiłków w polskich szkołach[35],
5. Zwierzęta jako ofiary wojny w Ukrainie – zagadnienia prawne[36].